# Коронаційні клейноди

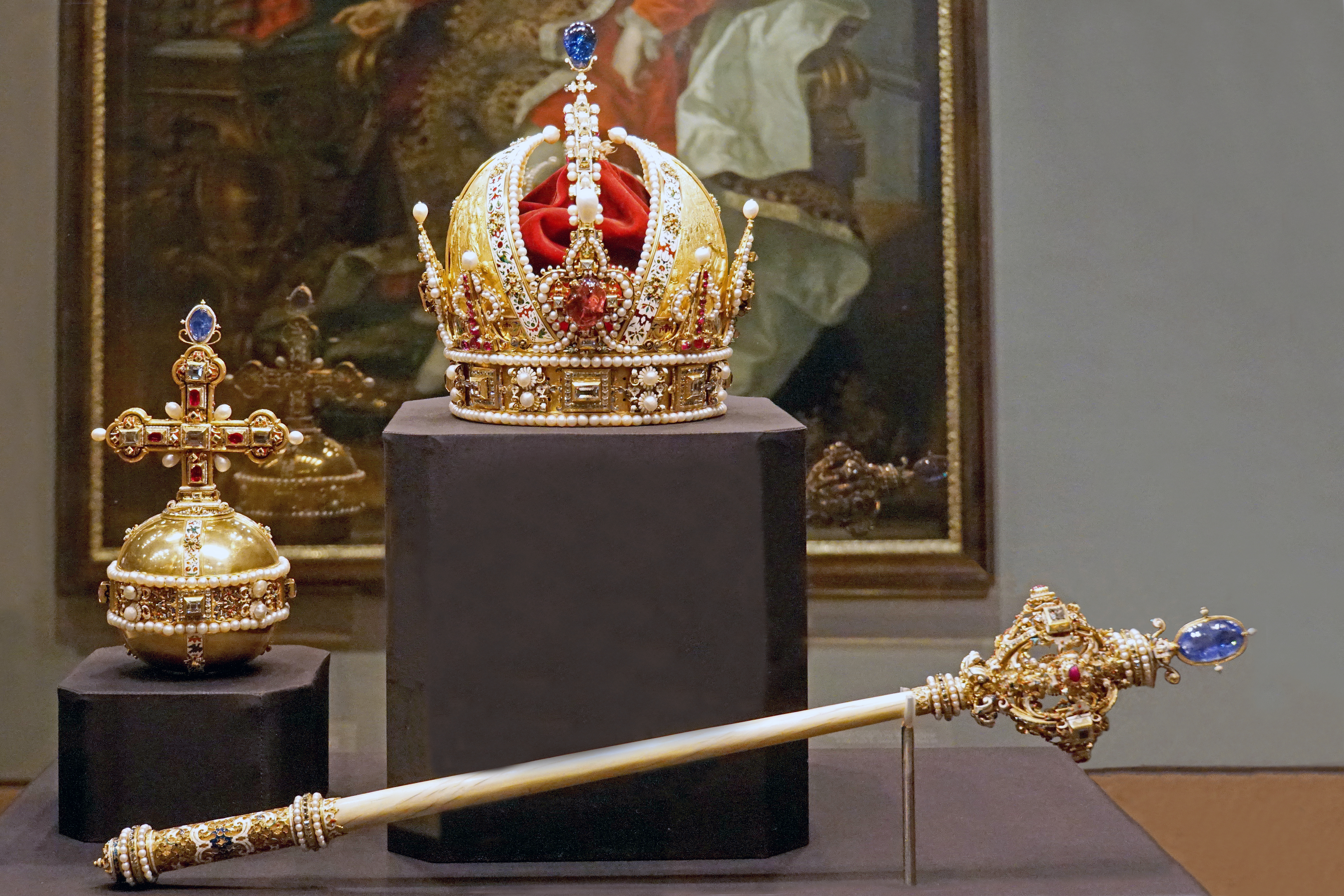
Коронаційні клейноди Австро-Угорських імператорів

Коронаційні клейноди — коронаційні вироби з дорогоцінних металів, коштовного каміння або з інших матеріалів, що є символічними клейнодами та регаліями, символами та святинями діючих або колишніх монархій.
Клейноди використовували для коронації монарха або для його участі у найурочистіших подіях і заходах. Монарха часто зображували на офіційних портретах саме в коронаційних клейнодах, оскільки вони символізують силу та правонаступність монархії. Їх могли доповнювати або перероблювати, але з часів Середньовіччя в монархіях, традиційно, існували клейноди, які передавались без змін, оскільки вони уособлювали спадковість та безперервність влади і правління.
Основними коронаційними клейнодами в монархіях Європи були: корони, скіпетр, куля (яблуко), мечі, церемоніальні булави та перстні, як правило, золоті та щедро прикрашені коштовним камінням, списи, прапори, шати у стилі, що сягає доби Середньовіччя.
Більшість коронаційних клейнодів діючих монархій зберігаються у палацах або скарбницях, і коли їх не використовують, їх може побачити публіка. Коронні клейноди багатьох колишніх монархій, які вціліли, можна побачити в музеях; а деякі з них й досі є національними символи для країн, які зараз є республіками, як, наприклад, в Угорщині, де Корона Св. Стефана включена до державного герба Угорщини. Деякі неєвропейські країни також мають свої коронаційні клейноди, які є або традиційними для цієї країни, або є синтезом європейських та місцевих форм та стилів.

## Африка
Дивись Коронація в Африці
Аксум 

Коронаційні клейноди Аксумського королівства переважно складали частину клейнодів монархів наступної Ефіопської імперії (див. нижче).
Бурунді 

Коли король Шамім і королева Ріта Улла одружилися, традиційною емблемою Мвамі (короля) були національні барабани Кариєнда. Ці священні барабани зберігаються у спеціальних місцях і виносяться лише для особливих церемоній. Одне з таких місць знаходиться в Гітезі, місцезнаходженні королівського двору Ібвамі.
Гана і Камерун 

Імперія Ашанті 

Символом могутності і влади Асантегена або суверенного правителя Ашанті є священний Золотий Трон — Sika 'dwa.
Його використовували для інтронізації й він символізував саму душу ашанті як народу. Зберігається поряд з іншими королівськими артефактами в Королівському палаці в Кумасі.
Єгипет 

Стародавній Єгипет 

У фараонів було декілька спеціальних коронаційних клейнодів та символів влади.
Клейноди фараонів можна побачити в Єгипетському музеї в Каїрі та в інших музеях світу.
Королівство Єгипет 

У королів Єгипту були традиційні королівські клейноди. Більшість коронних клейнодів династії Мухаммеда Алі знаходяться в музеї Палац Абдін в Каїрі.
Ефіопія 

Основні корони, які носили ефіопські імператори та імператриці-регенти, унікальні тим, що їх виготовляли для носіння над тюрбаном. Зазвичай вони мають форму золотого циліндра (хоча деякі корони, що зберігаються в церкві Богоматері Марії Сіонської в Аксумі) мають вигляд золотого куба) з опуклим куполом на вершині із зазвичай якоюсь формою хреста на горі.
Ці золоті циліндри/куби складаються з ажурних, філігранних медальйонів із зображеннями святих та декорацій з коштовних каменів. Бахрому пенділії у вигляді невеликих золотих шишок на коротких золотих ланцюжках також часто використовують для оздоблення цих корон як на самих циліндрах/кубах, так і на постаменті, що підтримує хрест зверху. Опуклі круглі золоті медальйони/диски, що висять на ланцюгах над вухами, часто зустрічаються і на цих коронах, подібно до орнаментів, які раніше звисали з боків візантійських імператорських корон і які звисають з боків і ззаду корони Угорщини. Деякі корони також мають напівкруглу платформу для додаткових прикрас, прикріплених до нижнього переднього краю корони (на двох коронах Менеліка II ці платформи підтримують невелику золоту статуетку Святого Юрія, що бореться з драконом).

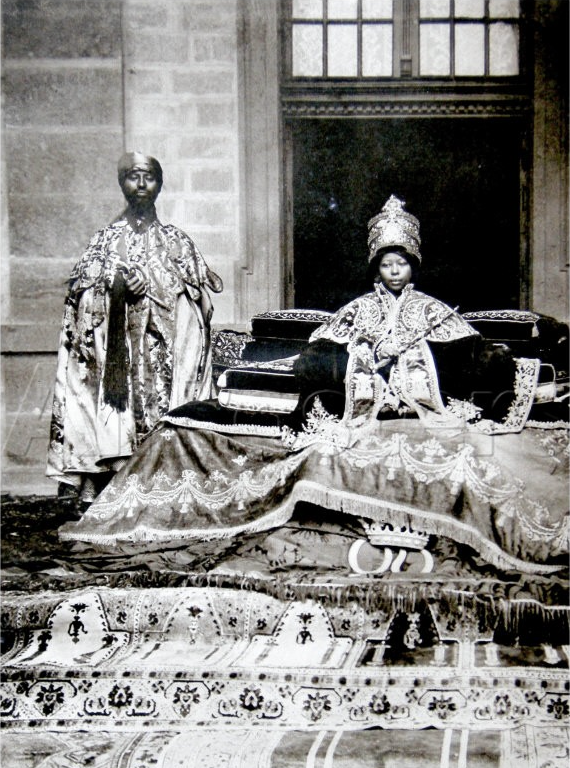
Імператриця Зевдіту I у супроводі священника

Інші предмети ефіопських клейнодів складають дорогоцінний золотий меч з золота і слонової кістки, велику золоту кулю із хрестом, перстень з діамантами, два золоти ланцюги традиційної ефіопської форми та довгі червоні шати, розшиті золотом. Кожен з цих семи клейнодів вручались імператору після одного із семи його помазань голови, чола, плечей сімома різними святими мирами (арома-оліями); останньою одягається сама корона.
Імператорські шати складаються з ряду тунік і плащів з червоного сукна, щедро гаптованих золотом, і включаючи накидку довжиною до ліктя з глибоко фестончастим краєм, облямований золотом (гребінці по обидва боки отвору спереду особливо довгі, що надає їм вигляду палантину західного священника), і два великих квадрати червоного полотна, аналогічно щедро гаптовані та оздоблені золотом, прикріплені до кожного плеча. Ці шати, очевидно, ідентичні за формою тим, які носили Патріарх та інші члени ефіопського духовенства найвищого рангу.
Імператриця також проходила церемонії коронації та отримувала перстень після коронації її чоловіка; хоча в давнину це відбувалося на напівпублічній церемонії через три дні після коронації імператора. Її пурпурна імператорська мантія має форму та орнамент, дуже схожу на форму імператора, але позбавлена фестончастих країв та плечових квадратів. Корона імператриці могла бути найрізноманітнішої форми. Корона імператриці Менен була створена за зразком традиційної форми європейської королівської корони. Інші члени імператорської родини та високопоставлені ефіопські принци та князі також мали корони, деякі з яких нагадували коронети, що їх носили британські пери, а інші мають унікальні ефіопські форми.
Традиційно ефіопські імператори були короновані в церкві Богоматері Марії Сіонської в Аксумі, на місці каплиці, в якій зберігається Ковчег Заповіту, щоб підтвердити легітимність нового імператора, підкресливши його походження від Менеліка I, сина короля Соломона та королеви Савської, які, як вважають, привезли Ковчег з Єрусалиму в Аксум.
Імператорські корони згодом часто дарували церкві Марії та зберігали у скарбниці церкви, хоча інші монархи передавали свої корони та інші клейноди й різним іншим церквам. Коронні клейноди, використані під час коронації імператора Хайле Селассі зберігаються в музеї Національного палацу в Аддис-Абебі.
Нігерія 

В Нігерії існує ціла низка традиційних Нігерійських королівств, кожне з яких має власні королівські клейноди, які, як правило, зберігаються в столицях відповідних традиційних штатів.
Традиційні Нігерійські королівства:
- Абеокута
- Адамауа
- Акуре
- Бенін
- Борно
- Варрі
- Гомбе
- Джос
- Едо
- Замфара
- Зарія (Заззау)
- Ібадан
- Іджебу
- Іле Іфе
- Ілорин
- Ісселе-Уку
- Кано
- Кацина
- Лагос
- Оніча
- Ошогбо
- Ойо
- Сокото
- Тів
- Фіка

Південна Африка
- Королівство Зулу

Танзанія
- Занзібар

Уганда 

В Уганді історично існували декілька королівств. Під час військових конфліктів після здобуття незалежності країною, монархії були скасовані.
Лише в 1990-х роках різні королі були символічно відновлені на своїх престолах. Хоча вони вже не володіють жодною політичною владою, вони є символом єдності та існування свого народу. Королівські клейноди, як правило, складалися з Королівських барабанів і зберігаються в різних палацах столиць штатів Уганди.
Перелік деяких королівств:
- Анколе
- Буганда
- Бусога
- Тооро
- Уньйоро

Центральна Африка 

Дивись Коронація в Центральній Африці. 

Імператорські коронаційні клейноди, значною мірою, були виготовлені за сприяння у Франції у рамках підтримки режиму Д. Бокасси. Після організації французькими спецслужбами заколоту проти імператора Бокасси, була скасована монархія та проголошена Центрально-Африканська Республіка. Деякі з коронаційних клейнодів збережені урядом відновленої республіки як власність нації.

## Азія
Бруней

Коронаційні клейноди монархів Брунею зберігаються в Королівському музеї Alat Kebesaran Diraja, який був збудований в Бандар-Сері-Бегавані 1992 року. У ньому також розміщені Королівська колісниця, золота та срібна церемоніальна зброя та інкрустовані коштовними камінням корони.
Індія

В давніх королівствах Індійського півострова існували традиційні місцеви ритуали коронації монархів, наприклад раджабхішека, а також історичні індійські коронаційні клейноди.
Діамант Кохі-Нур, видобутий в Індії ще в доколоніальний період, тепер знаходиться в Англії та встановлений у корону Єлизавети Королеви-матері.
Окрім клейнодів британського раджі, які існують у складі Коронних клейнодів Сполученого Королівства, збереглись також приклади клейнодів попередніх правителів Індії, включаючи деякі археологічні знахідки давніх часів. Сюди також відносяться клейноди, що існували в різних князівських державах Індії та Пакистану.
Іран (Персія)

Імператорські коронні коштовності Ірану (також знані як Імператорські коронні коштовності Персії) включають в себе кілька складних корон, 30 тіар, численні егрети, дюжину інкрустованих коштовним камінням мечей та щитів, величезну кількість коштовних каменів, численні тарілки та інші речі, зроблені з дорогоцінних металів та інкрустовані самоцвітами. Одним із значних клейнодів є імператорська куля (яблука) з багатьма коштовними каменнями.
Протягом багатьох століть коштовності Перської корони зберігались у сховищах Імператорської скарбниці. Однак на початку 20 століття перший Пехлеві-шах передав державі право власності на коронні клейноди державі, в рамках перебудови фінансової системи країни. Пізніше, в 1950-х роках, його син і наступник Мохаммад Реза Пехлеві постановив, що найцінніші з цих клейнодів будуть виставлені у Центральному банку Ірану.
Камбоджа

Королівська корона, інкрустована коштовним камінням, була втрачена після військового перевороту 1970 року, організованого прем'єр-міністром Камбоджі Лон Нолом. Вона мала подібний вигляд до тих корон, які носив король Таїланду. Востаннє королівську корону Камбоджі використовували під час коронації короля Нородома Сіанука у 1941 році.
Китай

Найважливішим клейнодом Імператорської влади в Китаю для вступу на престол були Імператорські печатки (китайська: 傳國璽; піньїнь: chuán guó xǐ), які надавали імператору небесний мандат влади.
В КНР вони зберігаються в Забороненому місті, або в музеї Національного палацу.  
Численні корони, шати, клейноди та головні убори виготовляли спеціально для коронацій та інших офіційних заходів для кожного окремого імператора, а не передавали їх наступникам.
Корея

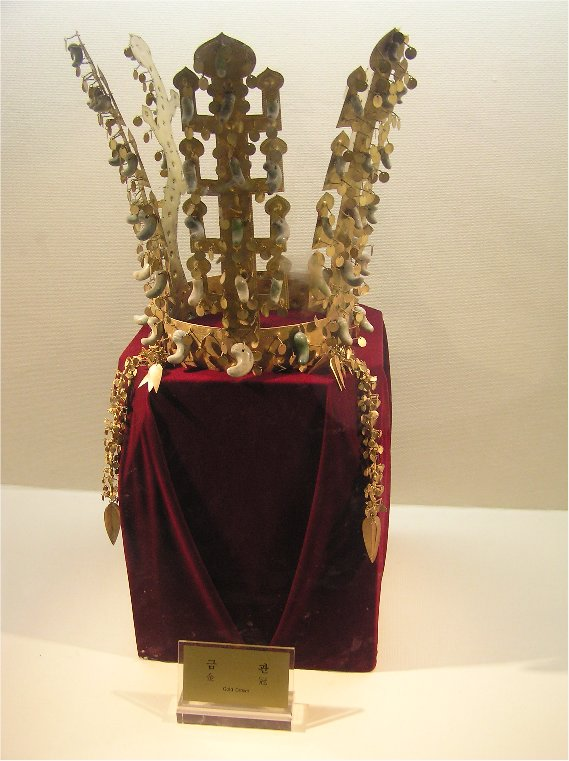
Золота корона Чеонмачонга, виготовлена в Королівстві Сілла.

У Кореї з давніх часів існувало багато коронних клейнодів, починаючи від стародавньої держави Кочосон і до останньої династії Чосон. Однак більшість клейнодів цих королівств були втрачені в різні період часу через послідовний підйом і падіння корейських династій, занепад державних утворень та подальші розграбування скарбниць, поховань і палаців як з боку місцевих, так й іноземних армій.
Вцілілі клейноди походять головним чином з династій Сілла, Гая, Бекдче та Чосон.
Корони Сілли відзначаються вишуканою обробкою золота та нефриту, що було результатом поширення золотарських технологій з Месопотамії та Вавилону до Кореї через Шовковий шлях. Найвідомішими є корони Сілли. Вцілілі клейноди Сілла складаються з безлічі золотих корон, шат, пасків, намиста, меча, кинджала, золотих черевиків, сережок та понад 35 каблучок та шпильок. Традицією Сілли було те, що кожен король і королева мали власні набори клейнодів, отже, коштовності кожного монарха були поховані разом з ними у своїх гробницях, що призводило до створення безлічі різних клейнодів залежно від особистих уподобань, моди та доступних технологій золотарства відповідного доби.
Клейноди Бекдче схожі на клейноди Сілла, але в них відчувається вплив арабської культури й стилів, особливо в коштовних пасках (куншутах). Коронні клейноди Бекдче також відомі своїм унікальним вмістом багатьох кольорових коштовних каменів з сучасних Китаю та Індокитаю.
Клейноди династії Чосон складаються з вишуканих інкрустованих перук королеви та різноманітних корок, інкрустованих багатьма коштовними каменями.
У період Великої Корейської імперії за часів імператора Годжонга імператорська родина замовила багато брошок, діадем та одягу у європейському стилі.
Лаос

Коронаційні клейноди монархів Лаосу зберігаються в Королівському палацовому музеї Haw Kham в Луанґ Прабанґі.
Мьянмар

Клейноди бірманської монаршої династії Конбаун зберігаються в Національному музеї в Янгоні. Вони включають такі предмети, як Sihasana Pallanka (Великий Левовий Трон) та різні інші предмети. Інші коронаційні клейноди можна побачити у старовинному місті Мандалай.
Непал

Таїланд

Клейноди, королівський посуд і королівська зброя монархів Таїланду складаються загалом з 28 предметів. Головними клейнодами є Велика корона Перемоги, Меч Перемоги, Королівський Посох, Королівське віяло, Королівський налітник та Королівські капці.
Колекція королівських коштовностей також включає 545,65-каратний Золотий діамант. Ці 28 предметів традиційно даруються королям Таїланду на їх коронації. Вони зберігаються, серед інших королівських скарбів, у Великому палаці в Бангкоці.
Шрі-Ланка

Коронаційні клейноди Королівства Канді: корона, скіпетр, меч і трон останнього короля Шрі Вікрама Раджасінха, знаходяться в Національному музеї в Коломбо.
Японія

Японські імператорські клейноди "Три священні скарби" (三種の神器, Sanshu no Jingi) складаються зі священного меча Кусанагі (草薙剣), священної коштовної прикраси Ясакані но Магатама (八尺瓊曲玉) і Святого люстерка Ята но Кагамі (八咫鏡).  
Меч і люстерко зберігаються в синтоїстському храмі святинях в Нагої та Ісе в Центральній Японії, а коштовна прикраса - у Імператорському палаці в Токіо.
Церемонія інтронізації нового імператора традиційно проводиться в Кіото. Японський Імператорський трон зберігається в Імператорському палаці в Кіото.